# 蔡明興
蔡明興（1957年6月2日—）出生於臺灣臺北市，蔡萬才次子，蔡明忠之弟。國立臺灣大學商學系（工商管理組）學士、紐約大學史登商學院碩士，富邦蔡家成員之一、富邦金控董事長、富邦人壽董事長、台灣大哥大董事和香港富邦銀行副主席。曾任超級籃球聯賽（SBL）台灣大雲豹領隊和董事長以及富邦勇士董事長。配偶為翁美慧，育有一子蔡承儒、一女蔡承媛。
2021年，《富比世》公布的2021年台灣50大富豪，蔡明忠與蔡明興兄弟二人合計淨資產達79億美元，排名第3。2021年10月19日，自國外返台確診2019冠状病毒病。

## 榮譽

### 梵蒂岡
- 聖西爾維斯特團爵士（英语：Order of St. Sylvester）（2024年1月17日獲頒）[4]

## 爭議

### 台大校長遴選
2018年時擔任台大校長遴選委員會委員，由於候選人中有擔任台灣大哥大獨立董事的管中閔，事先未揭露，因此捲入台大校長遴選爭議。由於蔡明興事前並未充分揭露候選人中包含可審核他的薪資的台哥大薪酬委員管中閔，教育部認為恐涉行政程序法迴避事項，可能為台大遴選程序重大瑕疵。台大遴選委員會表示，蔡明興符合遴選委員資格，無不得擔任委員事由。